# Ahmad Behzad
 (décembre 2022).
Pour l’article homonyme, voir Behzad.
Ahmad Shah Behzad né le 15 novembre 1973 à Herat, Afghanistan est un homme politique afghan du peuple Hazara. Il était le représentant du peuple de Herat pendant les 15e et 16e mandats du Parlement d'Afghanistan.
Il est actuellement membre du Conseil suprême du mouvement des Lumières,.

## Biographie
Ahmad Behzad est né le 15 novembre 1973 à Herat, en Afghanistan. A l'âge de 11 ans, avec la recrudescence de la guerre en 1985 ou 1986 en Afghanistan, il immigre en Iran avec sa famille et s'installe à Mashhad. En Iran, il a poursuivi ses études élémentaires dans des écoles autonomes d'immigrants. En 1991 ou 1992, il a pu entrer dans des écoles iraniennes mais il n'a cependant pas pu terminer ses études au lycée. Son activité politique commence par son adhésion au Parti de l'unité islamique d'Afghanistan et il a été arrêté et envoyé en prison à plusieurs reprises par le gouvernement iranien.

## Parlement d'Afghanistan

### 15ème période
Ahmad Behzad a pu assister au parlement lors du 15e mandat du parlement afghan et est devenu le deuxième député du parlement afghan.

### 16ème période
Il s'est représenté au nom du peuple d'Herat pour la deuxième fois, lors de la 16e période du Parlement d'Afghanistan où il a rencontré des problèmes dès le début. Le journal Arman Melli a publié des informations selon lesquelles Mohammad Ismail Khan, l'un des chefs djihadistes et personnalité influente à Herat, a tenté de l'empêcher d'assister au parlement. Ahmad Behzad avait également annoncé sur sa page Facebook qu'une partie de ses votes avaient été invalidés ou volés. Malgré tous ces problèmes, il a pu entrer au parlement.

#### Suspension de l'adhésion
Le 10 avril 2017, le Parlement d'Afghanistan a adopté une résolution concernant les principes des devoirs internes du Parlement, à la suite de quoi, si un représentant n'assiste pas aux assemblées générales du Parlement pendant 20 jours consécutifs, sa qualité de membre sera annulée et les privilèges liés à la représentation du Parlement lui seront retirés. Le 12 avril, Ahmed Behzad ainsi que Parveen Durrani, Farishte Ahmadi et Bashir Ahmad Tehinj ont été suspendus en raison de leur longue absence. La suspension de son adhésion a été annulée le 23 juillet 2017 et il a pu assister à nouveau au parlement.

### 17ème période
Ahmad Behzad s'est porté candidat au 17e parlement au nom du peuple de Kaboul lors des élections législatives de 2018, mais n'a pas réussi à entrer au Parlement.

## D'autres activités
- Deuxième député du parlement d'Afghanistan.
- Membre du Conseil suprême du Mouvement des Lumières.
- Membre fondateur de l'Association des étudiants immigrés afghans à Mashhad, Iran.
- Membre fondateur de l'Association des journalistes du Conseil des experts de Herat.
- Responsable des affaires politiques et culturelles des étudiants afghans en Azerbaïdjan.
- Journaliste de Radio Free Europe (Radio Azadi).

## Pour approfondir